# جبتلة
الجِبُتلة هو فلفل هلبنيُو حار ناضج مدخن يستخدم تابلًا. إنه فلفل حار يستخدم أساسًا في المأكولات المكسيكية والمستوحاة من المكسيك، مثل أطباق المطبخ التكسيكي وجنوب غرب الولايات المتحدة.